# Liste der Monuments historiques in Blancs-Coteaux
Die Liste der Monuments historiques in Blancs-Coteaux führt die Monuments historiques in der französischen Gemeinde Blancs-Coteaux auf.

## Liste der Immobilien
| Bezeichnung      | Beschreibung   | Standort                       | Kennzeichnung | Schutzstatus | Datum | Bild           |
| ---------------- | -------------- | ------------------------------ | ------------- | ------------ | ----- | -------------- |
| Kirche St-Martin | um 1100 erbaut | Vertus, rue de l’Église (Lage) | PA00078889    | Classé       | 1854  | weitere Bilder |

## Liste der Objekte
| Bezeichnung                      | Beschreibung                              | Standort                                               | Kennzeichnung | Schutzstatus    | Datum  | Bild |
| -------------------------------- | ----------------------------------------- | ------------------------------------------------------ | ------------- | --------------- | ------ | ---- |
| Skulptur Heiliger Ferreolus      | Porzellan, 18. Jahrhundert                | Gionges, in der Kirche St-Ferréol-et-St-Ferjeux (Lage) | PM51003164    | Inscrit         | 1982   |      |
| Prozessionsstab                  | Holz, 17. Jahrhundert                     | Gionges, in der Kirche St-Ferréol-et-St-Ferjeux (Lage) | PM51003162    | Inscrit         | 1982   |      |
| Tabernakel                       | Holz, 18. Jahrhundert                     | Gionges, in der Kirche St-Ferréol-et-St-Ferjeux (Lage) | PM51003216    | Inscrit         | 1983   |      |
| Wandvertäfelung                  | Holz, 18. Jahrhundert                     | Gionges, in der Kirche St-Ferréol-et-St-Ferjeux (Lage) | PM51003165    | Inscrit         | 1982   |      |
| Skulptur Heiliger Ferrutius      | Holz, 18. Jahrhundert                     | Gionges, in der Kirche St-Ferréol-et-St-Ferjeux (Lage) | PM51003163    | Inscrit         | 1982   |      |
| Baldachin                        | Holz, 18. Jahrhundert                     | Gionges, in der Kirche St-Ferréol-et-St-Ferjeux (Lage) | PM51003217    | Inscrit         | 1982   |      |
| Skulptur Johannes der Täufer (1) | Stein, 18. Jahrhundert                    | Vertus, in der Kirche St-Martin (Lage)                 | PM51001151    | Classé          | 1978   |      |
| Pietà                            | Stein, 16. Jahrhundert                    | Vertus, in der Kirche St-Martin (Lage)                 | PM51001146    | Classé          | 1911   |      |
| Skulptur Heilige Katharina       | Stein, 16. Jahrhundert                    | Vertus, in der Kirche St-Martin (Lage)                 | PM51001144    | Classé          | 1905   |      |
| Skulptur Ecce Homo (1)           | Stein, farbig gefasst, 17. Jahrhundert    | Vertus, in der Kirche St-Martin (Lage)                 | PM51001148    | Classé          | 1977   |      |
| Skulptur Jesuskind               | Stein, vermutlich aus dem 18. Jahrhundert | Vertus, in der Kirche St-Martin (Lage)                 | PM51003057    | Inscrit         | 1980   |      |
| Zwei Glocken                     | 1596 gegossen                             | Vertus, in der Kirche St-Martin (Lage)                 | PM51001679    | Classé gelöscht | ? 1959 |      |
| Lesepult                         | Schmiedeeisen, bezeichnet 1779            | Vertus, in der Kirche St-Martin (Lage)                 | PM51001145    | Classé          | 1908   |      |
| Skulptur Madonna mit Kind        | Stein, 18. Jahrhundert                    | Vertus, in der Kirche St-Martin (Lage)                 | PM51001147    | Classé          | 1911   |      |
| Skulptur Johannes der Täufer (2) | Stein, farbig gefasst, 16. Jahrhundert    | Vertus, in der Kirche St-Martin (Lage)                 | PM51001149    | Classé          | 1977   |      |
| Skulptur Ecce Homo (2)           | Stein, farbig gefasst, 16. Jahrhundert    | Vertus, in der Kirche St-Martin (Lage)                 | PM51001150    | Classé          | 1977   |      |